# Большеногая саламандра
Большеногая саламандра (лат. Chiropterotriton magnipes) — вид хвостатых земноводных из семейства безлёгочных саламандр.

## Описание
Относительно крупная саламандра с длиной тела (без хвоста) около 5,5 см, длинным и стройным хвостом, Голова уплощённая с выпученными глазами. Конечности длинные, с крупными перепончатыми стопами.

## Распространение
Встречается в горной системе Восточная Сьерра-Мадре (северо-восточная Мексика) на юго-востоке Сан-Луис-Потоси, северо-востоке Керетаро и на крайнем севере Идальго.

## Образ жизни
Обитает в пещерах и расщелинах в сосново-дубовых лесах на высоте около 2400 м над уровнем моря. Ведёт наземный образ жизни. Развитие прямое (без личиночной стадии).

## Природоохранный статус
Международный союз охраны природы отнёс вид к вымирающим, в связи с обитанием на небольшой территории (516 км²) и продолжающимся снижением его численности. До 1970-х годов встречался регулярно, хотя и был редким. Считается, что на большей части своего исторического ареала вид исчез. Так, в период с 2004 по 2019 г. на типовой территории была найдена лишь одна особь. Снижение численности этого вида связано в первую очередь с вырубкой лесов и расширение приусадебного хозяйства, ведущие к пересыханию пещер, в которых он обитает. Кроме того, были зафиксированы случаи заражения саламандр грибком Batrachochytrium dendrobatidis. Опасение также вызывает возможность проникновения в Мексику другого грибка, Batrachochytrium salamandrivorans, вызвавшего значительное снижение численности хвостатых земноводных в Европе.